# 王昌裔
王昌裔（15世紀—15世紀），直隸寧國府宣城縣人，明朝政治人物。

## 生平
王昌裔是正統六年（1441年）辛酉科應天鄉試舉人，授郫縣知縣，景泰四年（1453年）調陽穀知縣，制止番僧入貢，以廉幹聞名，不久棄官回鄉，丘濬作序贈送給他。

## 引用
1. 1 2  光緒《宣城縣志·卷十五·人物》：王昌裔，正統中領鄉薦，知四川郫縣，改山東陽穀，裁抑入貢番僧，以廉幹稱，尋棄官歸，瓊崖邱【丘】濬作序贈之。 《江南通志》
2. ↑  光緒《宣城縣志·卷十三·選舉》：舉鄉　明……（正統）辛酉 王昌裔 見宦業傳